# San Leandro
San Leandro ist eine Stadt im Alameda County im US-Bundesstaat Kalifornien mit 91.008 Einwohnern (Stand: 2020). Die geographischen Koordinaten sind: 37,71° Nord, 122,15° West. Das Stadtgebiet hat eine Größe von 40,3 km² und befindet sich am Ostufer der Bucht von San Francisco zwischen Oakland im Nordwesten und Hayward im Südosten. Sie gehört zur Metropolregion San Francisco Bay Area.

## Geschichte
Die ersten Bewohner des Gebietes waren die Muwekma Ohlone, ein Indianisches Volk, das sich zwischen 3500 und 2500 v. Chr. hier ansiedelte. Die ersten Europäer in diesem Gebiet waren spanische Soldaten und Missionare, die hier 1772 landeten.
1856 wurde San Leandro Verwaltungssitz des Alameda County. 1868 wurde aber durch ein Erdbeben das Verwaltungsgebäude zerstört. Der Verwaltungssitz wurde daher 1872 ins benachbarte Brooklyn, heute Stadtbezirk von Oakland, verlegt, so dass heute Oakland der Sitz des County ist.
Ab 1934 hatte der Bürotechnikhersteller Friden, Inc. seinen Hauptsitz in San Leandro. Dieser stelle 1963 die erste vollelektronische Rechenmaschine vor, die ausschließlich über Transistoren, statt Elektronenröhren verfügte.

## Verkehr
- San Leandro ist an den Öffentlichen Nahverkehr im Raum San Francisco durch drei Linien des S-Bahn- bzw. U-Bahnsystems BART (Bay Area Rapid Transit) angeschlossen.
- Wichtige Straßenverkehrswege sind die Interstates 238, 580 und 880 sowie die California State Routes 61 und 185.

## Städtepartnerschaften
San Leandro ist durch Städtepartnerschaften verbunden mit Ribeirão Preto im brasilianischen Bundesstaat São Paulo (seit 1962); Ponta Delgada auf den portugiesischen Azoren (seit 1970) und mit Naga City auf der philippinischen Insel Luzon (seit 1989). Eine weitere freundschaftliche Verbindung besteht mit Yangchun in der chinesischen Provinz Guangdong.

## Söhne und Töchter der Stadt
- Edward Borein (1872–1945), Radierer und Maler
- Lloyd Bridges (1913–1998), Schauspieler
- Joe Alves (* 1936), Filmarchitekt
- Richard Aoki (1938–2009), Bürgerrechtler
- Todd Marinovich (* 1969), ehemaliger American-Football- und Canadian-Football-Spieler
- Katherine Sarafian (* 1969), Filmproduzentin
- David Silveria (* 1972), Schlagzeuger
- Chuck Hayes (* 1983), Basketballspieler
- Marcus Slaughter (* 1985), Basketballspieler
- Andre Jamal Kinney (* 1989), Schauspieler